# Cecil Cooke
 (novembre 2021).
Si vous disposez d'ouvrages ou d'articles de référence ou si vous connaissez des sites web de qualité traitant du thème abordé ici, merci de compléter l'article en donnant les références utiles à sa vérifiabilité et en les liant à la section « Notes et références ».
Cecil Cooke (né le 31 mai 1923 à Nassau et mort le 1er mai 1983) est un marin et champion olympique des Bahamas.

## Biographie

### Palmarès
Il a participé aux Jeux olympiques d'été de 1964 à Tokyo, où il a remporté une médaille d'or en voile dans la classe Star, avec Durward Knowles,.